# 伊莎貝拉 (喬治亞州)
伊莎貝拉（英語：Isabella）是位於美國喬治亞州沃思縣的一個非建制地區。該地的面積和人口皆未知。

## 地理
伊莎貝拉的座標為31°34′07″N 83°31′14″W / 31.56861°N 83.52056°W，而該地的平均海拔高度為135米（即443英尺）。